# نيو بيدفورد ويلرز
نادي نيو بيدفورد ويلرز (بالإنجليزية: New Bedford Whalers)‏ نادي كرة قدم أمريكي . تم تأسيس النادي في سنة 1914 ثم تم حل النادي في سنة 1932 .